# Чарівне коло
«Чарівний круг» — радянський художній фільм режисера Валентина Козачкова, знятий за мотивами повістей Івана Василенка «Артемка в цирку» і «Чарівна скринька» у 1976 році. Через 5 років вийшло продовження фільму «Золоті черевички».

## Сюжет
Про маленького шевця-сироту Артемку, закоханого в цирк. Дія відбувається в Одесі, напередодні революційних подій.

## У ролях
- Вадим Кузнецов — Артемка
- Олена Соколова — Ляся
- Федір Гаврилов — Костя
- Ермініо де Соуза Олівейра — Пепс, борець
- Олег Корчиков — білий клоун
- Георгій Дрозд — Гуль, артист цирку, борець
- Володимир Татосов — Самарін, режисер цирку
- Віктор М'ягкий — Кальвіні
- Іван Рижов — Дід Шишка, сторож цирку
- Володимир Волков — Попов, режисер цирку
- Борис Чинкін — городовий
- Гіві Тохадзе — директор цирку
- Зінаїда Дехтярьова — мадам Сівоплясова
- Валентин Букін — артист цирку
- Галина Самохіна

## Знімальна група
- Режисер — Валентин Козачков
- Сценарист — Марина Марчукова
- Оператор — Леонід Бурлака
- Композитор — Євген Стіхін